# Twilio
Twilio est une entreprise américaine spécialisée dans les communications unifiées via une plateforme cloud. Twilio permet aux développeurs de logiciels de créer et de recevoir des appels téléphoniques, d'envoyer et de recevoir des messages texte et d'effectuer d'autres fonctions de communication à l'aide de ses API de service Web.

## Histoire
Twilio a été fondée en 2008 par Jeff Lawson, Evan Cookson, et John Wolthuis et était à l'origine basé à Seattle, à Washington et à San Francisco, en Californie.
En octobre 2018, Twilio annonce l'acquisition de SendGrid, une entreprise spécialisée dans l'utilisation de mail pour les applications tiers, pour 2 milliards de dollars.
En octobre 2020, Twilio annonce l'acquisition pour 3,2 milliards de dollars de Segment, une entreprise de 550 employés spécialisée dans le traitement cloud des données client.